# Grootzegel van de Geconfedereerde Staten van Amerika
Het Grootzegel van de Geconfedereerde Staten van Amerika (Great Seal of the Confederate States of America) was het officiële zegel dat gebruikt werd voor documenten van de Geconfedereerde Staten van Amerika.
Het zegel is ontworpen door Joseph S. Wyon uit Londen. Hij maakte het ontwerp op 30 april 1863 af. Op 20 mei 1863 gaf minister van Buitenlandse Zaken Judah Benjamin opdracht aan James Mason om de fabricage in Londen te regelen. Het zegel werd voor het eerst in het daarop volgende jaar gebruikt.

## Symboliek
In het midden van het zegel zit George Washington op zijn schimmel, in dezelfde positie gezet als het uit 1858 afgemaakte Virginia Washington Monument, dat in Richmond staat. Washington is afgebeeld in zijn uniform uit de Amerikaanse Onafhankelijkheidsoorlog. Hij was een model voor de Geconfedereerden door zijn belangstelling in het stichten van een nieuwe natie en hij was een toonbeeld van persoonlijk karakter: een militaire leider die de onafhankelijkheid veilig stelde en de politieke leider van een nieuwe natie.
Washington wordt omgeven door een krans van tarwe, mais, tabak, katoen, rijst en suikerriet. Dit zijn de voornaamste landbouwproducten die in de Zuidelijke Staten worden verbouwd.
Op de rand van het zegel staat in het Engels The Confederate States of America: 22 February 1862 (“De Geconfedereerde Staten van Amerika: 22 februari 1862”) evenals de Latijnse wapenspreuk Deo vindice (“Met God als onze beschermer"). De datum verwijst naar de dag van de inauguratie van de enige President van de Geconfedereerde Staten van Amerika, Jefferson Davis. Ook was het de dag waarop George Washington geboren werd.